# Pirojpur (Distrikt)
Der Distrikt Pirojpur (bengalisch পিরোজপুর জেলা, Pirojapur jelā) ist ein Verwaltungsdistrikt im südwestlichen Bangladesch, der innerhalb der Division Barishal liegt. Der Distrikt hat 1.113.257 Einwohner (Volkszählung 2011).
Der 1307,61 km² große Distrikt grenzt im Norden an die Distrikte Gopalganj und Barishal, im Osten an Jhalokathi, im Süden an Barguna und im Westen an den Distrikt Bagerhat.
Die wichtigsten Flüsse sind der Baleshwar, Katcha, Kaliganga und Sandhya.
Pirojpur ist in die sieben Upazilas Bhandria, Kawkhali, Mathbaria, Nazirpur, Nesarabad, Pirojpur Sadar und Zianagar unterteilt. Innerhalb dieser Verwaltungsunterteilung gibt es 51 Union Parishads (Dorfräte), 645 Dörfer und drei Städte.
Die größte Stadt des Distrikts ist die 1886 gegründete Stadt Pirojpur, in der über 50.000 Einwohner leben.